# Либрини (Бреша)
Либрини је насеље у Италији у округу Бреша, региону Ломбардија.
Према процени из 2011. у насељу је живело 40 становника. Насеље се налази на надморској висини од 270 м.